# Antigua and Barbuda Football Association
Die Antigua and Barbuda Football Association (ABFA) ist der Fußballverband in Antigua und Barbuda. Sie wurde 1928 gegründet und trat 1970 der CONCACAF und 1972 der FIFA bei.

## Wettbewerbe
Die Antigua and Barbuda Football Association beaufsichtigt die Verwaltung der Fußballliga in Antigua und Barbuda. Es gibt insgesamt drei Ligen für die Männer und eine für die Frauen. Die Herren spielen in der Antigua and Barbuda Premier Division, der First Division und der Second Division, während die Frauen in der Female Division spielen. Zudem organisiert die ABFA den Antigua and Barbuda FA Cup.

## Nationalstadion
Das offizielle Nationalstadion von Antigua und Barbuda ist der Antigua Recreation Ground auf Antigua, in welchem auch Qualifikationsspiele zur Fußballweltmeisterschaft stattfinden dürfen. Der Versuch aus dem Sir Vivian Richards Stadium ebenfalls zu einem Stadion für internationale Fußballspiele zu machen scheiterte an "anhaltenden Bauarbeiten".